# Marco 16:9-20

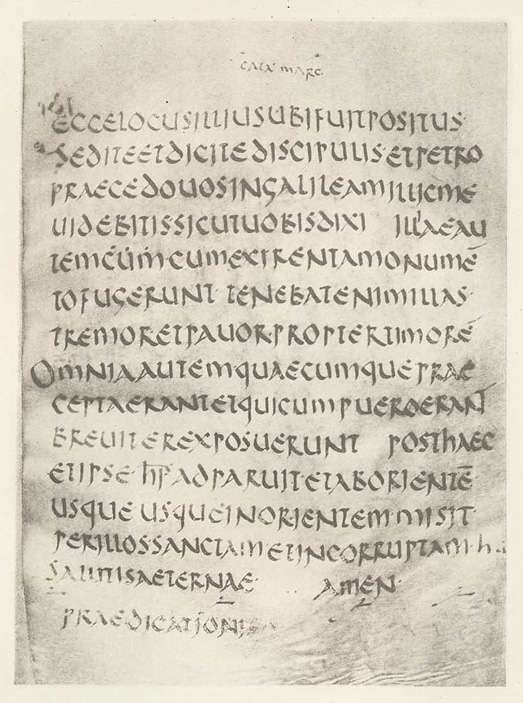
Il Codex Bobbiensis, con lo strano finale a 16:9

Marco 16:9-20 sono gli ultimi dodici versetti del Vangelo secondo Marco nei quali, dopo l'episodio della tomba vuota narrato in Marco 16:1-8, sono narrate le apparizioni di Gesù ai discepoli dopo la sua risurrezione. Questi dodici versetti, anche detti «finale lungo di Marco» (per distinguerli dai finali alternativi, il «finale corto di Marco» ed il Freer Logion), sono ormai considerati e ritenuti un'interpolazione non autentica e successiva alla stesura, dalla quasi totalità degli studiosi.
In effetti questi ultimi dodici versetti mancano da tutti i manoscritti più antichi e il loro stile è molto differente da quello tipico di Marco, suggerendo che si tratti di un falso storico; un'aggiunta postuma a Marco, indebitamente attribuita all'evangelista. 
Una manciata di manoscritti presentano un "finale corto" posto dopo 16,8, ma prima del "finale lungo", che esiste da solo in uno dei codici della Vetus latina, il Codex Bobiensis. In totale, entro il V secolo sono attestati a quattro diversi finali. Probabilmente il "finale lungo" ebbe inizio come un riassunto delle apparizioni di Gesù e come conferma della missione divina degli apostoli, sulla base degli altri vangeli; fu probabilmente composto all'inizio del II secolo e incorporato nel vangelo a metà o alla fine dello stesso secolo.
Per quanto riguarda le testimonianze antiche, Ireneo di Lione, attorno al 180, citò un brano del finale lungo, specificando che si trattava di una parte del Vangelo secondo Marco: «Inoltre, verso la fine del suo vangelo, Marco dice: "così, dopo che il Signore Gesù ebbe parlato loro, fu assunto in cielo, e siede alla destra di Dio"». Il teologo del III secolo Origene di Alessandria citò le storie della risurrezione in Matteo, Luca e Giovanni, mentre non citò nulla di Marco successivo al versetto 8, cosa che suggerisce che la sua copia terminava in quel punto; Eusebio di Cesarea e Sofronio Eusebio Girolamo affermano entrambi che la maggioranza dei testi che potevano consultare omettevano il finale lungo.
L'autore di Marco potrebbe aver terminato il proprio racconto improvvisamente col versetto 8, oppure il vangelo potrebbe essere incompiuto, o, infine, il finale originale potrebbe essere andato perduto; i critici sono divisi di fronte a queste possibilità. Coloro che ritengono che 16,8 non sia stato o non dovesse essere l'ultimo versetto notano che sarebbe sintatticamente molto strano se il testo terminasse con la congiunzione γαρ, come invece fa Marco 16,8, come pure sarebbe tematicamente strano se un testo che annuncia una "buona novella" terminasse con una punta di paura (εφοβουντο γαρ, "poiché avevano paura").. Alcuni studiosi ritengono che il testo originale andato perduto contenesse un'apparizione di Gesù ai suoi discepoli in Galilea analoga a quella che conclude il Vangelo secondo Matteo. 
Gli esegeti della Bibbia di Gerusalemme evidenziano che "d'altronde si fatica ad accettare che il secondo Vangelo nella prima redazione si arrestasse bruscamente al v 8. Da qui la supposizione che la finale originaria sia scomparsa per una causa a noi sconosciuta e che la finale attuale sia stata redatta per colmare la lacuna. Essa si presenta come un riassunto sommario delle apparizioni del Cristo risorto, la cui redazione è sensibilmente diversa dallo stile abituale di Marco, concreto e pittoresco".

## Varianti

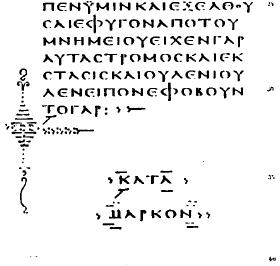
Il Codex Vaticanus, un manoscritto del IV secolo, termina il Vangelo secondo Marco col versetto 16:8

| Versetto indiscusso Marco 16,8     | Esse, uscite, fuggirono via dal sepolcro, perché erano prese da tremito e da stupore; e non dissero nulla a nessuno, perché avevano paura. |
| Versione lunga: Marco 16,9-20      | 9 Or Gesù, essendo risuscitato la mattina del primo giorno della settimana, apparve prima a Maria Maddalena, dalla quale aveva scacciato sette demòni. 10 Questa andò ad annunciarlo a coloro che erano stati con lui, i quali facevano cordoglio e piangevano. 11 Essi, udito che egli viveva ed era stato visto da lei, non lo credettero. 12 Dopo questo, apparve in modo diverso a due di loro che erano in cammino verso i campi; 13 e questi andarono ad annunciarlo agli altri; ma neppure a quelli credettero. 14 Poi apparve agli undici mentre erano a tavola e li rimproverò della loro incredulità e durezza di cuore, perché non avevano creduto a quelli che l'avevano visto risuscitato. 15 E disse loro: «Andate per tutto il mondo, predicate il vangelo a ogni creatura. 16 Chi avrà creduto e sarà stato battezzato sarà salvato; ma chi non avrà creduto sarà condannato. 17 Questi sono i segni che accompagneranno coloro che avranno creduto: nel nome mio scacceranno i demòni; parleranno in lingue nuove; 18 prenderanno in mano dei serpenti; anche se berranno qualche veleno, non ne avranno alcun male; imporranno le mani agli ammalati ed essi guariranno». 19 Il Signore Gesù dunque, dopo aver loro parlato, fu elevato in cielo e sedette alla destra di Dio. 20 E quelli se ne andarono a predicare dappertutto e il Signore operava con loro confermando la Parola con i segni che l'accompagnavano. |
| Freer Logion: tra Marco 16,14 e 15 | E si scusarono dicendo «Questa età di assenza della legge e miscredenza è sotto Satana, che non permette alla verità e al potere di Dio di prevalere sulle cose impure dello spirito. Perciò rivela la tua giustizia ora» - così parlarono a Cristo. E Cristo rispose loro «Il termine degli anni del potere di Satana è stato raggiunto, ma altre cose orribili si avvicinano. E per coloro che hanno peccato io sono stato consegnato alla morte, perché essi potessero tornare alla verità e non peccare più, affinché essi potessero ereditare la gloria spirituale e incorruttibile della giustizia che è nei cieli». |
| Versione corta                     | E riferirono brevemente tutte le istruzioni ai compagni di Pietro. Dopo Gesù stesso, attraverso di loro, mandò da est a ovest la sacra e imperitura proclamazione di salvezza eterna. Amen. |

## Testimoni testuali e patristici

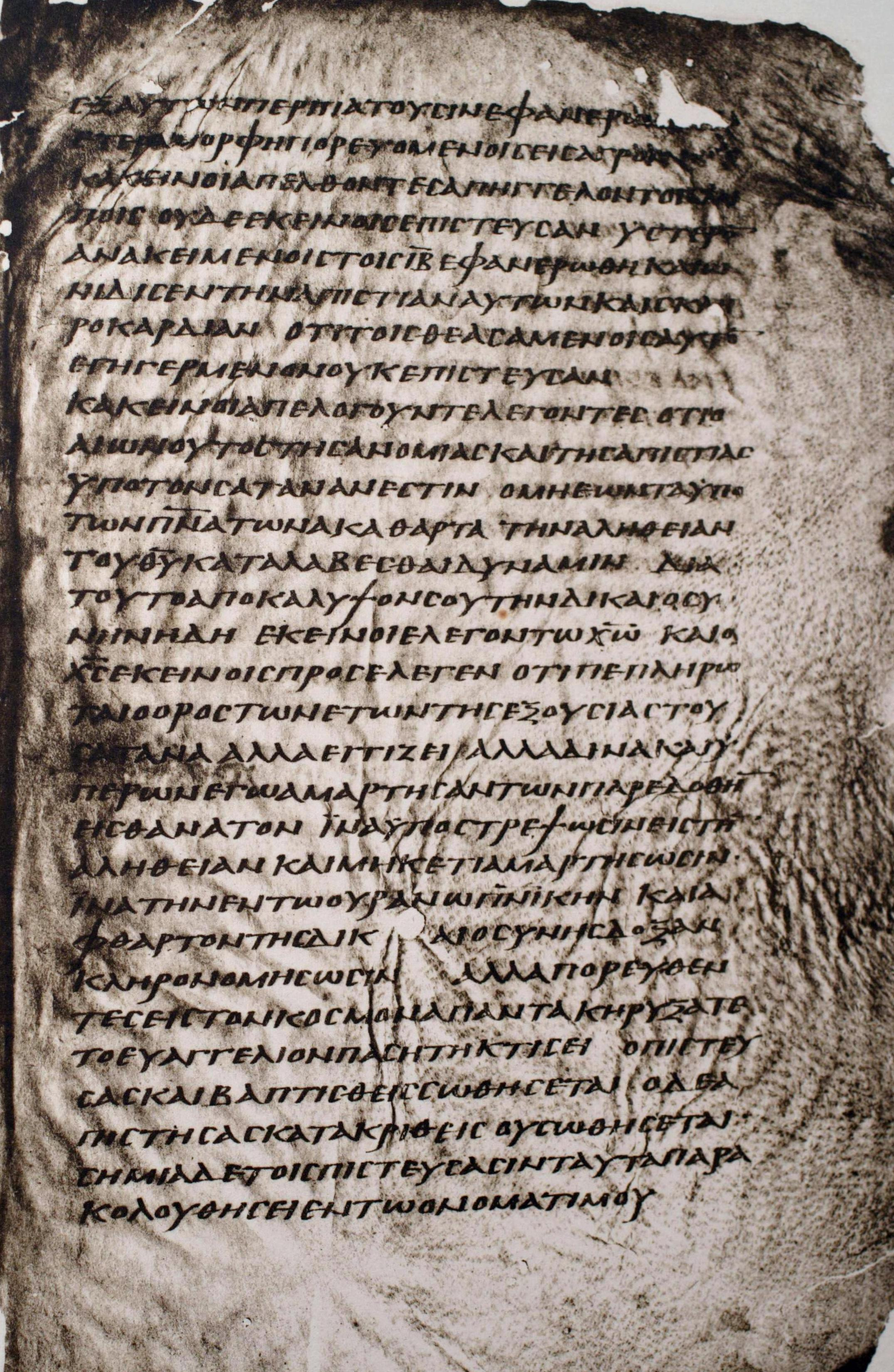
Il "Freer Logion", dal Codex Washingtonianus, 16:12-17

Il finale lungo non è presente in due manoscritti del IV secolo, il Codex Sinaiticus e il Codex Vaticanus, che sono i più antichi manoscritti contenenti il testo completo di questo vangelo (il Papiro 45, la più antica testimonianza del vangelo marciano, è mutilo del finale). In particolare, il Codex Vaticanus presenta una colonna vuota dopo la fine del versetto 16:8, seguito dalla scritta kata Markon, «secondo Marco». Ci sono altre colonne vuote nel Vaticanus, tutte nell'Antico Testamento e tutte dovute a fattori legati alla produzione del codice, mentre quella alla fine di Marco sembra essere deliberata. Sinaiticus termina col versetto 16:8 e il testo euangelion kata Markon, «vangelo secondo Marco». Anche il Minuscolo 304, manoscritto del XII secolo, omette gli ultimi dodici versetti.
La versione lunga è assente anche dalla maggior parte dei manoscritti contenenti la versione copta sahidica, che infatti terminano generalmente col versetto 16,8. Stesso discorso vale per la maggioranza dei manoscritti armeni e di quelli georgiani (la versione georgiana antica fu tradotta da quella armena, a sua volta tradotta nella prima metà del V secolo). Manca anche nella versione siriaca sinaitica.
Il Codex Washingtonianus (composto alla fine del IV-inizio del V secolo) include i versetti 9-20, come pure un'ulteriore aggiunta, posta tra i versetti 14 e 15 e nota come "Freer Logion".
Il gruppo di manoscritti noto come "Famiglia 1" e altri aggiungono una nota a Marco 16:9-20 affermando che alcune copie non contengono quei versetti. Il Codex L aggiunge il "finale corto" dopo 16:8 e gli fa seguire i versetti 9-20. Il gruppo di manoscritti noto come "Famiglia K1" riporta il testo di Marco 16:9-10 senza κεφαλαια («capitoli») numerati a margine e i loro τιτλοι («titoli») superiormente o a piè pagina.
Marco 16:9–20 è preservato nella sua forma tradizionale in una dozzina circa di onciali (il più antico dei quali è il Codex Alexandrinus) e in tutti i minuscoli che conservino la parte finale di Marco.
La più antica testimonianza della presenza del finale lungo del Vangelo secondo Marco è nella Prima apologia di Giustino (160 circa): in un brano in cui discute del Salmo 110 come di una profezia messianica, Giustino afferma che il versetto 110:2 fu realizzato quando i discepoli di Gesù, uscendo da Gerusalemme, predicarono ovunque. Le parole che usa sono chiaramente simili a quelle di Marco 16:20, e ciò è compatibile col suo uso di un'armonia dei sinottici in cui Marco 16:20 e Luca 24:53 sono fusi. Lo studente di Giustino, Taziano (172 circa), incorporò il finale lungo nel suo Diatessaron, un'armonia evangelica di tutti e quattro i vangeli canonici. Ireneo di Lione cita Marco 16:19 nel suo Contro le eresie 3:10 (184 circa), affermando che stava citando un brano vicino alla fine di Marco. Scrittori del III secolo, come Ippolito di Roma, Porfirio e l'anonimo autore del De Rebaptismate utilizzarono anch'essi il finale lungo.
Eusebio di Cesarea (attivo nella prima metà del IV secolo) afferma chiaramente che gli ultimi dodici versetti erano assenti nella maggior parte dei manoscritti a lui disponibili. Anche Sofronio Eusebio Girolamo riferisce la stessa cosa, sebbene poi includa il finale lungo nella sua Vulgata e sia a conoscenza del "Freer Logion".